# Lessertia stenoloba
Lessertia stenoloba är en ärtväxtart som beskrevs av Ernst Meyer. Lessertia stenoloba ingår i släktet Lessertia och familjen ärtväxter. Inga underarter finns listade i Catalogue of Life.